# ارمنستان در المپیک تابستانی جوانان ۲۰۱۰
ارمنستان در بازی‌های المپیک تابستانی جوانان ۲۰۱۰ در سنگاپور شرکت نمود.

## مدال‌آوران
| مدال | نام              | ورزش          | رویداد     | تاریخ  |
| ---- | ---------------- | ------------- | ---------- | ------ |
| نقره | گور میناسیان     | Weightlifting | Men's 85kg | 19 اوت |
| برنز | سمبات مارگاریان  | Weightlifting | Men's 56kg | 15 اوت |
| برنز | آرتاک هوهانیسیان | Wrestling     | Men's 46kg | 17 اوت |
| برنز | Davit Ghazaryan  | Judo          | Boys' 66kg | 21 اوت |